# Umweltrassismus
Als Umweltrassismus wird rassistische Diskriminierung bei der Umsetzung von Umweltregulierung, die überdurchschnittliche Belastung einzelner Gruppen durch Umweltverschmutzung oder der Ausschluss von Minderheiten bei umweltrelevanten Entscheidungsprozessen bezeichnet.
Der Begriff wurde 1987 in den USA von Benjamin Chavis geprägt, einem führenden Vertreter der Bürgerrechtsbewegung, der 1993–1994 Präsident der NAACP war. Damals deckten Bürgerrechtler auf, dass beispielsweise von Mülldeponien ausgehende Umweltgefahren überdurchschnittlich oft Minderheiten wie Hispanics oder Schwarze betrafen, während die weiße Mehrheit relativ verschont blieb. Als Erklärung wurden häufig Einkommensunterschiede zwischen den ethnischen Gruppen herangezogen, die dazu führten, dass relativ ärmere Minderheiten in stärker belasteten und daher billigeren Wohngegenden lebten. Eine Studie von 2007 belegt allerdings, dass diese Hypothese zu einfach ist, und zeigt deutlich komplexere Verteilungsmuster für Umweltrassismus auf. Dennoch konnte gezeigt werden, dass Umweltrassismus in fast allen größeren Städten der USA auftritt.
Der Begriff wurde später unter anderem auch in Bezug auf die Situation im Nigerdelta und in Westneuguinea verwendet.
Eine seit den 1980er Jahren entstandene Bewegung stellt dem Umweltrassismus als positive Alternative besonders das Konzept der Umweltgerechtigkeit entgegen.

## Geschichte
„Umweltrassismus“ ist ein Begriff, der 1982 von Benjamin Chavis, dem früheren Exekutivdirektor der Commission for Racial Justice der United Church of Christ (UUC), geprägt wurde. In einer Rede gegen die Platzierung gefährlicher polychlorierter Biphenylabfälle (PCB) in der Deponie Warren County, North Carolina, definierte Chavis den Begriff wie folgt:

„Environmental racism is racial discrimination in environmental policy making, the enforcement of regulations and laws, the deliberate targeting of communities of color for toxic waste facilities, the official sanctioning of the life-threatening presence of poisons and pollutants in our communities, and the history of excluding people of color from leadership of the ecology movements.“

„Umweltrassismus ist rassistische Diskriminierung bei der Umweltpolitik, die Durchsetzung von Vorschriften und Gesetzen, die bewusste Errichtung toxischer Abfallanlagen in farbigen Gemeinschaften, die offizielle Billigung des lebensbedrohlichen Vorhandenseins von Giften und Schadstoffen in unseren Gemeinden sowie die Geschichte des Ausschlusses von farbigen Menschen von der Führung der ökologischen Bewegungen.“

Die Anerkennung von Umweltrassismus fungierte als Katalysator für die Umweltgerechtigkeitsbewegung, die in den 1970er und 1980er Jahren begann. Unter dem Einfluss der früheren Bürgerrechtsbewegung machten Basisorganisationen auf Umweltrassismus aufmerksam und betonten die Bedeutung, die der Beitrag von Minderheiten für die Umweltpolitik habe. Während Umweltrassismus historisch mit der Umweltgerechtigkeitsbewegung verbunden ist, wurde der Begriff im Laufe der Jahre zunehmend von ihr getrennt. Nach den Ereignissen in Warren County veröffentlichten die UCC und das US General Accounting Office Berichte, die zeigten, dass sich gefährliche Abfallstandorte überproportional in armen Minderheitenvierteln befanden. Chavis und Robert D. Bullard wiesen anschließend darauf hin, dass institutioneller Rassismus das Handeln von Regierungen und Unternehmen bestimme und somit zu Umweltrassismus führe. Schwarze erlebten Umweltrassismus aufgrund ihres oftmals niedrigen sozioökonomischen Status und mangelnder politischer Repräsentation. Bullard machte deutlich:

„Environmental racism refers to any policy, practice, or directive that differentially affects or disadvantages (whether intended or unintended) individuals, groups, or communities based on race or color.“

„Umweltrassismus bezieht sich auf jede Politik, Praxis, oder Richtlinie, die Einzelpersonen, Gruppen oder Gemeinschaften aufgrund von Rasse oder Hautfarbe unterschiedlich beeinflusst oder benachteiligt (egal ob beabsichtigt oder nicht).“

## Globaler Umweltrassismus
Obwohl der Begriff in den USA geprägt wurde, kommt Umweltrassismus auch auf internationaler Ebene vor. Studien haben gezeigt, dass, da die Umweltgesetze in den Industrieländern an Bedeutung gewonnen haben, Unternehmen ihre Abfälle in den globalen Süden verlagert werden- Weniger entwickelte Länder haben häufig weniger Umweltvorschriften und werden zu Verschmutzungsoasen.
Marginalisierte Gemeinschaften, die nicht über die sozioökonomischen und politischen Mittel verfügen, um sich großen Unternehmen zu widersetzen, sind anfällig für ökologisch rassistische Praktiken, die ihrer Gesundheit schaden.
Umweltgerechtigkeitsbewegung bekämpft Barrieren, die den gleichberechtigten Zugang zu Arbeit, Erholung, Bildung, Religion und sicheren Nachbarschaften verhindern. In „Environmentalism of the poor“ schreibt Joan Martinez-Allier, dass Umweltgerechtigkeit zeigt, dass Wirtschaftswachstum leider erhöhte Umweltauswirkungen bedeute und die geografische Verschiebung von Quellen und Senkungen betone.

## Ursachen
Es gibt vier Faktoren, die zu Umweltrassismus führen: Mangel an bezahlbarem Land, Mangel an politischer Macht, Mangel an Mobilität und Armut. Billiges Land wird von Konzernen und staatlichen Stellen nachgefragt. Daher können Gemeinschaften, die sich diesen Unternehmen und Behörden nicht wirksam widersetzen können und keinen Zugang zu politischer Macht haben, nicht über gerechte Kosten verhandeln[9]. Gemeinschaften mit geringer sozioökonomischer Mobilität können nicht umziehen. Der Mangel an finanziellen Beiträgen schränkt auch die physische und politische Handlungsfähigkeit der Gemeinschaften ein. Chavis definierte den Umweltrassismus in fünf Kategorien: Rassendiskriminierung bei der Festlegung der Umweltpolitik, diskriminierende Durchsetzung von Vorschriften und Gesetzen, absichtliche Auswahl von Minderheitengemeinden als Deponien für gefährliche Abfälle, offizielle Sanktionierung gefährlicher Schadstoffe in Minderheitengemeinden und der Ausschluss von Farbigen aus Führungspositionen im Umweltbereich.
Minderheitengemeinden verfügen oft nicht über die finanziellen Mittel, Ressourcen und die politische Vertretung, um sich gegen Sondermülldeponien zur Wehr zu setzen. Diese als lokal unerwünschte Landnutzungen (LULUs) bekannten Anlagen, die der gesamten Gemeinschaft zugutekommen, beeinträchtigen oft die Lebensqualität von Minderheitengemeinden. Diese Nachbarschaften sind möglicherweise auch von den wirtschaftlichen Möglichkeiten abhängig, die die Deponie mit sich bringt, und zögern, sich gegen ihre Ansiedlung zu wehren, auch wenn dies ihre Gesundheit gefährdet. Außerdem ist es weniger wahrscheinlich, dass umstrittene Projekte in Gebieten angesiedelt werden, in denen keine Minderheiten leben und von denen erwartet wird, dass sie kollektive Maßnahmen ergreifen und sich erfolgreich gegen die Ansiedlung der Projekte in ihrem Gebiet wehren.
In den Städten des globalen Nordens führen Suburbanisierung und Gentrifizierung zu Mustern von Umweltrassismus. Die Flucht der Weißen aus den Industriegebieten in sicherere, sauberere Vororte führt beispielsweise dazu, dass Minderheitengemeinschaften in den Innenstädten und in unmittelbarer Nähe zu verschmutzten Industriegebieten zurückbleiben. In diesen Gebieten ist die Arbeitslosigkeit hoch und die Wahrscheinlichkeit, dass Unternehmen in die Verbesserung der Gegend investieren, gering, was schlechte wirtschaftliche Bedingungen für die Bewohner schafft und eine soziale Formation verstärkt, die rassische Ungleichheit reproduziert. Darüber hinaus kann die Armut von Grundstückseigentümern und Einwohnern in einer Gemeinde von den Entwicklern von Sondermüllanlagen berücksichtigt werden, da Gebiete mit niedrigen Immobilienwerten den Entwicklern Geld sparen.

## Auswirkungen auf die Gesundheit
Umweltrassismus wirkt sich auf die Gesundheit der Gemeinden aus, die von einer schlechten Umwelt betroffen sind. Zu den verschiedenen Faktoren, die Gesundheitsprobleme verursachen können, gehört die Exposition gegenüber gefährlichen chemischen Giften in Mülldeponien und Flüssen. Die Exposition gegenüber diesen Giften kann auch die Entwicklung des Gehirns schwächen oder verlangsamen. Diese Gefahren wirken sich auch auf die Gesundheit der Menschen aus, die in diesen Gemeinden leben, was zeigt, wie wichtig die Aufrechterhaltung einer guten Umweltgesundheit ist, um sicherzustellen, dass gefährdete Bevölkerungsgruppen in der Lage sind, neben den Teilen der Umwelt, von denen sie abhängig sind, gesund zu leben.
Die Tierschutzorganisation In Defense of Animals behauptet, die intensive Tierhaltung wirke sich negativ auf die Gesundheit der umliegenden Gemeinden aus. Sie ist der Ansicht, dass die dazugehörigen Güllelagunen Schwefelwasserstoff produzieren und die örtliche Wasserversorgung verunreinigen, was zu einer höheren Zahl von Fehlgeburten, Geburtsfehlern und Krankheitsausbrüchen führt. Diese Farmen befinden sich überproportional häufig in Gebieten mit niedrigem Einkommen und in farbigen Gemeinden. Weitere Risiken sind die Belastung durch Pestizide, chemische Abwässer und Feinstaub in der Luft. Mangelnde Sauberkeit in den Anlagen und die Belastung durch Chemikalien können sich auch auf die Landarbeiter auswirken, bei denen es sich häufig um Farbige handelt.
Die Klimawissenschaftler müssen daran arbeiten, die verfügbaren Informationen und die von ihnen gesammelten Daten zu diversifizieren und historische Ungleichheiten bei den Ressourcen zu beseitigen. So gibt es beispielsweise einen gravierenden Mangel an Daten über die sich verschlimmernden Hitzewellen in Afrika, obwohl viele Menschen von diesen Hitzewellen betroffen sind.

## Umweltverschmutzung
Die Verschmutzung durch Bohrstaub trägt zu den hohen Mengen an giftiger Luft bei, die eingeatmet werden.
Der Südosten der Vereinigten Staaten ist stark von der Umweltverschmutzung betroffen, und Minderheiten haben die Hauptlast dieser Auswirkungen zu tragen. In Orten wie Detroit, Memphis und Kansas City sind viele Menschen an den Folgen von Kohlekraftwerken gestorben oder chronisch krank. Die Bewohner von Tennessee und West Virginia müssen häufig giftige Asche einatmen, die durch Sprengungen in den Bergen für den Bergbau verursacht wird. Dürre, Überschwemmungen, die ständige Verarmung des Bodens und die Luftqualität bestimmen die Gesundheit und Sicherheit der Anwohner dieser Gebiete. Farbige und einkommensschwache Gemeinden bekommen diese Probleme am häufigsten aus erster Hand zu spüren. Es gibt viele Gemeinden auf der ganzen Welt, die mit denselben Problemen konfrontiert sind. So konzentrierte sich beispielsweise die Arbeit von Desmond D'Sa auf Gemeinden in Süd-Durban, wo die Menschen, die während der Apartheid zwangsumgesiedelt wurden, unter der hohen Umweltverschmutzung durch die Industrie zu leiden haben.

### Abbau von Umweltrassismus
Aktivisten haben „partizipativere und bürgernahe Vorstellungen von Gerechtigkeit“ gefordert. Die Bewegung für Umweltgerechtigkeit (EJ) und die Bewegung für Klimagerechtigkeit (CJ) befassen sich mit Umweltrassismus, indem sie auf diesen aufmerksam machen und Veränderungen herbeiführen, damit marginalisierte Bevölkerungsgruppen nicht unverhältnismäßig stark dem Klimawandel und der Umweltverschmutzung ausgesetzt sind.
Laut der Konferenz der Vereinten Nationen für Umwelt und Entwicklung ist eine mögliche Lösung das Vorsorgeprinzip, das besagt, dass „bei der Gefahr ernster oder irreversibler Schäden das Fehlen vollständiger wissenschaftlicher Gewissheit kein Grund dafür sein darf, kosteneffiziente Maßnahmen zur Verhinderung von Umweltschäden aufzuschieben“. Nach diesem Prinzip muss der Initiator einer potenziell gefährlichen Tätigkeit deren Sicherheit nachweisen. Aktivisten für Umweltgerechtigkeit betonen auch die Notwendigkeit einer generellen Abfallverringerung, die zur Verringerung der Gesamtbelastung beitragen und die Methanemissionen reduzieren würde, was wiederum den Klimawandel eindämmen würde.

## Verfahrensrechtliche Gerechtigkeit
Die aktuellen politischen Ideologien, die sich mit der Frage befassen, wie die Probleme des Umweltrassismus und der Umweltgerechtigkeit gelöst werden können, verlagern sich auf die Idee, Verfahrensgerechtigkeit anzuwenden. Verfahrensgerechtigkeit ist ein Konzept, das die Anwendung von Fairness im Prozess der Entscheidungsfindung vorschreibt, insbesondere wenn diese Entscheidungen in diplomatischen Situationen wie der Zuteilung von Ressourcen oder der Beilegung von Meinungsverschiedenheiten getroffen werden. Verfahrensgerechtigkeit erfordert einen fairen, transparenten und unparteiischen Entscheidungsprozess, bei dem alle Parteien gleichermaßen die Möglichkeit haben, ihre Positionen, Meinungen und Bedenken zu äußern. Anstatt sich nur auf die Ergebnisse von Vereinbarungen und die Auswirkungen dieser Ergebnisse auf die betroffenen Bevölkerungsgruppen und Interessengruppen zu konzentrieren, solltet Verfahrensgerechtigkeit zielt darauf ab, alle Interessengruppen während des gesamten Prozesses von der Planung bis zur Umsetzung einzubeziehen. Im Hinblick auf die Bekämpfung von Umweltrassismus trägt die Verfahrensgerechtigkeit dazu bei, die Möglichkeiten mächtiger Akteure wie oft korrupter Staaten oder privater Einrichtungen, den gesamten Entscheidungsprozess zu diktieren, zu verringern, und gibt denjenigen, die von den getroffenen Entscheidungen direkt betroffen sind, etwas Macht zurück.

## Indigene Frauenbewegungen in Kanada
In Kanada gab es viele Widerstandsbewegungen, die von indigenen Frauen gegen den Umweltrassismus initiiert wurden. Eine dieser Bewegungen, die einen großen Einfluss auf die Bewegung hatte, war die Sisters in Spirit Initiative der Native Women’s Association of Canada (NWAC). Diese Initiative zielt darauf ab, Berichte über den Tod und das Verschwinden indigener Frauen zu erstellen, um das Bewusstsein zu schärfen und die Regierung und zivilgesellschaftliche Gruppen zum Handeln zu bewegen. Obwohl die kanadische Bundesregierung 2010 beschloss, die Sisters in Spirit Initiative nicht mehr zu finanzieren, unterstützt die NWAC weiterhin Frauen, Two-Spirit und LGBTQ+ indigene Völker in ihrem Kampf, gehört zu werden. In anderen indigenen Widerstandsbewegungen liegt der Schwerpunkt auf der Heilung von Traumata, indem man sich auf Spiritualität und traditionelle Praktiken konzentriert, um gegen die Kräfte des Patriarchats und des Rassismus zu kämpfen, die den Umweltrassismus verursacht haben. Aktivisten und indigene Gemeinschaften haben auch den offiziellen Rechtsweg beschritten, um ihren Anliegen Ausdruck zu verleihen, z. B. durch die Erörterung von Verträgen, Gesetzen zur Bekämpfung des Menschenhandels, Gesetzen zur Bekämpfung von Gewalt gegen Frauen und der UNDRIP. 38 Diese werden von indigenen Gruppen und Gemeinschaften als unzureichende Lösungen angesehen, da einige Stimmen nicht gehört werden und der Staat die Souveränität indigener Nationen nicht respektiert oder anerkennt.